# Koledž Iton
Koledž Iton ili Iton (engl. Eton College) je svetski poznata engleska privatna škola za mladiće koju je 1440. osnovao engleski kralj Henri VI. Iton pohađaju učenici od 13. do 18. godine. Iton obrazuje više od 1300 učenika razvrstanih u 25 domova. Škola je smeštena u gradiću Iton blizu grada Vindzora u grofoviji Berkšir. Školarina za školsku godinu 2008/09. iznosila je oko 26 490 funti.
Iton su pohađali mnogi, uključujući 20 bivših britanskih premijera te se često naziva "glavnom kolevkom engleskih državnika". Smatra se ekskluzivnom školom koja obrazuje decu engleske aristokratije i više srednje klase. Mreža poznanstava sklopljenih na Itonu često je korisna u kasnijoj poslovnoj karijeri, a bivši učenici se nazivaju stari Itonci (engl. Old Etonians). 
Mnogi stručni časopisi na području obrazovanja nazivaju Iton najboljom privatnom školom za mladiće u Britaniji. Gotovo svi učenici nakon završetka školovanja nastavljaju obrazovanje na Univerzitetima, a trećina odlazi na dva najprestižnija engleska univerziteta, u Oksfordu i Kembridžu.

## Spoljašnje veze
- Službena stranica